# Lizzy McInnerny
Lizzy McInnerny (1961) es una actriz inglesa.

## Biografía
Es hija de Mary Joan Gibbings y William Ronald McInnerny, tiene 5 hermanos uno de ellos es el actor Tim Mclnnerny. 
Estudió en la Real Academia de Música y Arte Dramático.
En 1984 comenzó a salir con John Su Wing, en 1985 la pareja le dio la bienvenida a su primera hija, Ethel Su Wing, sin embargo en 1986 se separaron.

## Carrera
En 1988 se unió al elenco de la película Remando al viento, donde dos poetas ingleses, Mary Shelley (McInnerny) y Lord Byron, se ven obligados a marchar de Inglaterra, en esta película compartió créditos con Hugh Grant y Elizabeth Hurley. En 1993 participó en la película Being Human, que retrata la experiencia de una sola alma humana (Robin Williams) a través de varias encarnaciones.
En 2007 participó en la película The Waiting Room donde dos extraños se encuentran en una estación de tren en el sur de Londres y de pronto unen a dos grupos completamente distintos de amigos, amantes y colegas.
En el 2013 apareció en la serie The White Queen interpretando a Lady Sutcliffe.

## Filmografía
Televisión:
| Año         | Programa                | Personaje                     | Notas                                      |
| ----------- | ----------------------- | ----------------------------- | ------------------------------------------ |
| 2013        | The White Queen         | Lady Sutcliffe                | episodio "The Bad Queen"                   |
| 2013        | Coronation Street       | Detective Kline               | 4 episodios                                |
| 2012        | Tracy Beaker Returns    | Marilyn                       | episodio "Going Home"                      |
| 2008, 2011  | Doctors                 | Sally Morton/Mary Peyton      | 2 episodios                                |
| 2010        | Hollyoaks               | Inspectora Sara Robinson      | 7 episodios                                |
| 2009        | New Tricks              | Claire Makepeace              | episodio "The War Against Drugs"           |
| 2002 - 2009 | Holby City              | Anna King                     | 3 episodios                                |
| 1989 - 2008 | The Bill                | Hannah Cavendish              | 5 episodios                                |
| 2007        | Nearly Famous           | Rita Rocheman                 | 4 episodios                                |
| 2007        | Silent Witness          | Francesca Holland             | 2 episodios                                |
| 2005        | Murder in Suburbia      | Fiona Eysher                  | episodio "Dogs"                            |
| 2005        | Midsomer Murders        | Caroline Plummer              | episodio "Sauce for the Goose"             |
| 2004        | Best Friends            | Karen                         | tv serie                                   |
| 2003        | Sweet Medicine          | Angela Denniston              | episodio # 1.8                             |
| 1999        | People Like Us          | -                             | episodio "The Estate Agent"                |
| 1998        | Kiss Me Kate            | Francesca                     | episodio "Speech"                          |
| 1995        | Casualty                | Laura Milburn                 | episodio "Halfway House"                   |
| 1993        | Between the Lines       | Geraldine Dixon               | episodio "Big Boys' Rules: Part 1"         |
| 1993        | All in the Game         | Alex Harper                   | miniserie                                  |
| 1991        | Boon                    | Janice Phillips               | episodio "When Harry Met Janice"           |
| 1991        | Ruth Rendell Mysteries  | Peggy Pope                    | 3 episodios                                |
| 1991        | Van der Valk            | Bea Jongkind                  | episodio "The Little Rascals"              |
| 1991        | Agatha Christie: Poirot | Enfermera Long/Miranda Brooks | episodio "The Million Dollar Bond Robbery" |
| 1986        | Gems                    | Holly Parks                   | 3 episodios                                |

Cine:
| Año  | Programa                     | Personaje         | Notas                                                  |
| ---- | ---------------------------- | ----------------- | ------------------------------------------------------ |
| 2007 | The Waiting Room             | Madre de Fiona    | junto a Anne-Marie Duff                                |
| 2006 | Nostradamus                  | Diane De Poitiers | junto a Julie Cox & Miranda Raison                     |
| 2005 | The Commander: Blackdog      | Sara Dawson       | -                                                      |
| 2005 | The Commander: Virus         | Sara Dawson       | -                                                      |
| 2004 | Best Friends                 | Karen             | -                                                      |
| 2003 | The Commander                | Sara Blake        | -                                                      |
| 2000 | Seeing Red                   | Sylvia            | -                                                      |
| 1998 | Looking After Jo Jo          | Clare             | junto a Robert Carlyle                                 |
| 1997 | Original Sin                 | Kate Miskin       | -                                                      |
| 1994 | An Evening with Gary Lineker | Brigitta          | junto a Clive Owen                                     |
| 1993 | Being Human                  | Ursula            | junto a Robin Williams & Robert Carlyle                |
| 1988 | Remando al viento            | Mary Shelley      | junto a Hugh Grant, Valentine Pelka & Elizabeth Hurley |
| 1987 | Intimate Contact             | Charlotte         | -                                                      |
| 1987 | Way Upstream                 | Fleur             | junto a Nick Dunning & Stuart Wilson                   |
| 1985 | Operation Julie              | Erica             | -                                                      |

- Teatro.:

| Año  | Obra           | Personaje     | Director (a) | Teatro                   | Notas                                                            |
| ---- | -------------- | ------------- | ------------ | ------------------------ | ---------------------------------------------------------------- |
| 1998 | The Front Page | Mollie Malloy | Sam Mendes   | Donmar Warehouse Theatre | Griff Rhys Jones, Rebecca Johnson, Simon Gregor & Alun Armstrong |